# Musée d'histoire naturelle de Tournai
Le musée d'histoire naturelle de Tournai est un musée belge créé en 1828 par le Conseil de Régence de la ville de Tournai.

## Historique
Installé en 1828 sur le site de l’ancienne brasserie Saint-Martin, le musée d'histoire naturelle de Tournai est le premier musée de Belgique accessible au public. L’engouement est tel qu'en une dizaine d'années quelque 130 donateurs ont participé à son essor, parmi eux, des personnages célèbres comme Léopold Ier ou Barthélemy Dumortier. Grâce à lui, le musée de Tournai sera sur un pied d’égalité avec les universités quant au partage et à l'achat des collections par le gouvernement. Le 15 septembre 1839 le musée est inaugure son nouveau bâtiment, galerie et salle carrée dessinées par l'architecte tournaisien Bruno Renard dans la cour d'honneur de l'hôtel de ville de Tournai.
La réputation du musée dépasse les frontières de la Belgique et des contacts sont noués avec les villes de Londres, Paris, Amsterdam, mais aussi Meiringen, Moscou ou Curaçao. Après dix ans de prospérité, le musée sombre dans l’oubli à la suite du décès de ses fondateurs. Les conflits mondiaux contribuent à ce désintéressement.
En 1959, Paul Simon est nommé conservateur du musée. Il relance le musée en rénovant les vitrines de la galerie principale et en introduisant treize dioramas dans la salle carrée.

## Collections

### Animaux naturalisés
Depuis sa création, le muséum de Tournai possède des centaines d’espèces animales venant des quatre coins du monde. La galerie expose beaucoup de pièces impressionnantes telles que la tortue géante d’Aldabra ou le lion asiatique.

### Animaux vivants
Le vivarium est un espace est spécialement aménagé  pour les alligators de Chine, poissons, mygales, caméléons, grenouilles venimeuses, lézards, serpents, tortues et autres reptiles et invertébrés. On peut les découvrir dans leur environnement naturel.

## Engagement
Le musée d'histoire naturelle de Tournai participe à divers programmes de protection pour la faune menacée notamment au sein de l'Association européenne des zoos et aquariums.